# Friedrich Dörr
Friedrich Dörr (Obereschenbach, 7 de marzo de 1908- Eichstätt, 13 de mayo de 1993) era un sacerdote católico y teólogo conocido por componer varios himnos.

## Biografía
Dörr, que provenía de una familia de panaderos, era hijo de Georg Dörr, quien fue alcalde de su ciudad natal hasta 1933. 
Friedrich asistió a la escuela primaria y secundaria en Eichstätt y tras su Abitur en 1927 estudió filosofía y teología en el Collegium Germanicum et Hungaricum y la Pontificia Universidad Gregoriana de Roma.
El 29 de octubre de 1933 fue ordenado sacerdote en Roma por el cardenal Francesco Marchetti Selvaggiani. En 1935, escribió su disertación Diadochus von Photike und die Messaliner.
En agosto de 1935 regresó a la diócesis de Eichstätt y trabajó como sacerdote en Erkertshofen, Fünfstetten, Wemding, Dietfurt y Eichstätt. En abril de 1940 fue reclutado por la Wehrmacht, donde primero trabajó como personal sanitario y luego a partir de 1942 como pastor de guerra. Estuvo destinado en Francia, Leningrado, el Cáucaso, Croacia, Dinamarca y Prusia Occidental donde fue testigo de conversiones, pero también de fusilamientos de soldados abandonados.
Fue más tarde profesor de filosofía en la Universidad Católica de Eichstaett-Ingolstadt, donde más tarde llegó a rector.
En 1948 fundó la asociación de Cementerios de los caídos de guerra alemanes en Eichstätt, con la que estaba muy comprometido. Dörr fue un miembro extraordinario de la Sección de Artes de la Academia Benedictina de Baviera.